# Тауш (остановочный пункт)
Та́уш (баш. Тыуыш) — железнодорожная платформа Башкирского региона Куйбышевской железной дороги (бывший разъезд). Останавливаются все электрички пригородного сообщения. Грузовые операции не производятся.
При бывшем разъезде вырос населенный пункт Деревня разъезда Тауш, называющийся с 10 сентября 2007 г.: Тауш.
До границы с Уфой (микрорайон Шакша) около 3,5 километра.
Название дано по реке Тауш.
Цена билета на электричке до Уфы составляет 52 рубля (льготный 26 рублей), до Иглино 26 рублей (льготный 13 рублей). Так же останавливается пригородный экспресс Ласточка, цена до Уфы 61 рубль.